# Conioscinella pallidiseta
Conioscinella pallidiseta är en tvåvingeart som beskrevs av Malloch 1940. Conioscinella pallidiseta ingår i släktet Conioscinella och familjen fritflugor. Inga underarter finns listade i Catalogue of Life.